# 후지 TV 금요드라마
후지 TV 금요드라마(일본어: 金曜ドラマ)는 후지 TV 계열 제작으로 매주 금요일 19:57 - 20:54 텔레비전 드라마 시간대이다.

## 작품 목록
《가족의 속사정》
《천주~어둠의 사치인~》